# Campionato mondiale di scherma 1975
Il Campionato mondiale di scherma del 1975 si è svolto a Budapest in Ungheria.
Sono stati assegnati 2 titoli femminili e 6 titoli maschili:
- femminile
  - fioretto individuale
  - fioretto a squadre
- maschile
  - fioretto individuale
  - fioretto a squadre
  - sciabola individuale
  - sciabola a squadre
  - spada individuale
  - spada a squadre

## Risultati

### Uomini
| Evento                          | Oro                                                                                  | Argento                                                                             | Bronzo                                                                            |
| Spada                           |                                                                                      |                                                                                     |                                                                                   |
| Spada individuale (dettagli)    | Alexander Pusch                                                                      | Boris Lukomskij                                                                     | István Osztrics                                                                   |
| Spada a squadre (dettagli)      | Svezia Rolf Edling Hans Jacobson Carl von Essen Göran Flodström                      | Germania Ovest Elmar Beierstettel Hans-Jürgen Hehn Reinhold Behr Alexander Pusch    | Ungheria Csaba Fenyvesi István Osztrics Győző Kulcsár Sándor Erdős                |
| Fioretto                        |                                                                                      |                                                                                     |                                                                                   |
| Fioretto individuale (dettagli) | Christian Noël                                                                       | Bernard Talvard                                                                     | Vladimir Denisov                                                                  |
| Fioretto a squadre (dettagli)   | Francia Christian Noël Daniel Revenu Bernard Talvard Frédéric Pietruszka             | Unione Sovietica Vladimir Denisov Sabiržan Ruziev Sergej Isakov Aleksandr Roman'kov | Italia Carlo Montano Stefano Simoncelli Nicola Granieri Giovanni Battista Coletti |
| Sciabola                        |                                                                                      |                                                                                     |                                                                                   |
| Sciabola individuale (dettagli) | Vladimir Nazlymov                                                                    | Jacek Bierkowski                                                                    | Péter Marót                                                                       |
| Sciabola a squadre (dettagli)   | Unione Sovietica Vladimir Nazlymov Viktor Krovopuskov Viktor Sidjak Ėduard Vinokurov | Ungheria Imre Gedővári Pál Gerevich Péter Marót Tamás Kovács                        | Romania Dan Irimiciuc Cornel Marin Ioan Pop Mihai Frunză                          |

### Donne
| Evento                          | Oro                                                                                       | Argento                                                                                     | Bronzo                                                                        |
| Fioretto                        |                                                                                           |                                                                                             |                                                                               |
| Fioretto individuale (dettagli) | Ecaterina Iencic-Stahl                                                                    | Ol'ga Knjazeva                                                                              | Ildikó Farkasinszky-Bóbis                                                     |
| Fioretto a squadre (dettagli)   | Unione Sovietica Ol'ga Knjazeva Valentina Sidorova Nailja Giljazova Elena Novikova-Belova | Ungheria Ildikó Farkasinszky-Bóbis Ildikó Schwarczenberger-Tordasi Magda Maros Ildikó Rejtő | Romania Ecaterina Iencic-Stahl Suzana Ardeleanu Magdalena Bartoș Elena Pricop |

## Medagliere
| Posizione | Nazione          |   |   |   | Totale |
| --------- | ---------------- | - | - | - | ------ |
| 1         | Unione Sovietica | 3 | 3 | 1 | 7      |
| 2         | Francia          | 2 | 1 | 0 | 3      |
| 3         | Germania Ovest   | 1 | 1 | 0 | 2      |
| 4         | Romania          | 1 | 0 | 2 | 3      |
| 5         | Svezia           | 1 | 0 | 0 | 1      |
| 6         | Ungheria         | 0 | 2 | 4 | 6      |
| 7         | Polonia          | 0 | 1 | 0 | 1      |
| 8         | Italia           | 0 | 0 | 1 | 1      |
| Totale    | Totale           | 8 | 8 | 8 | 24     |